# Чемпионат мира по ралли 2020

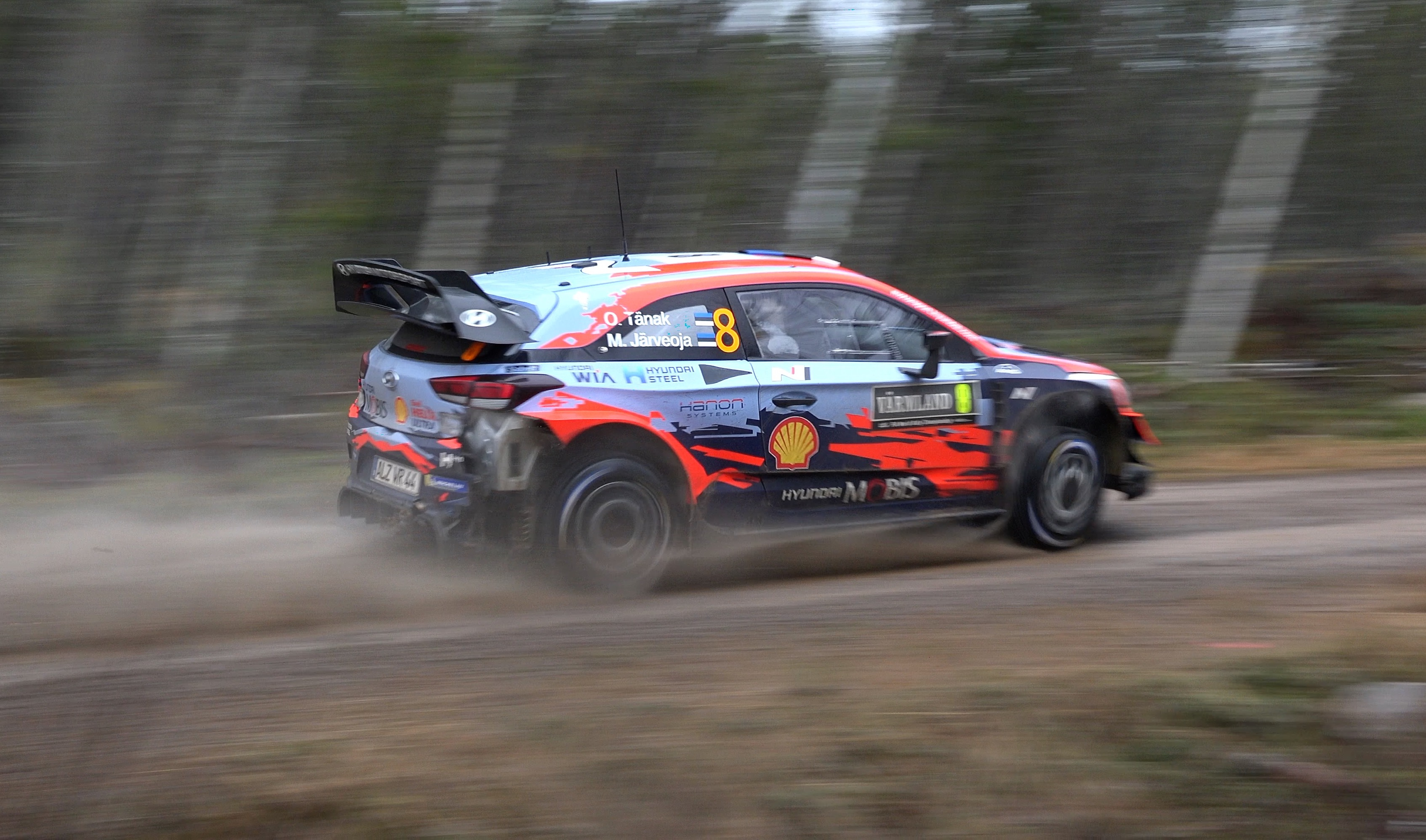
Hyundai второй год подряд стала победителем зачёта производителей

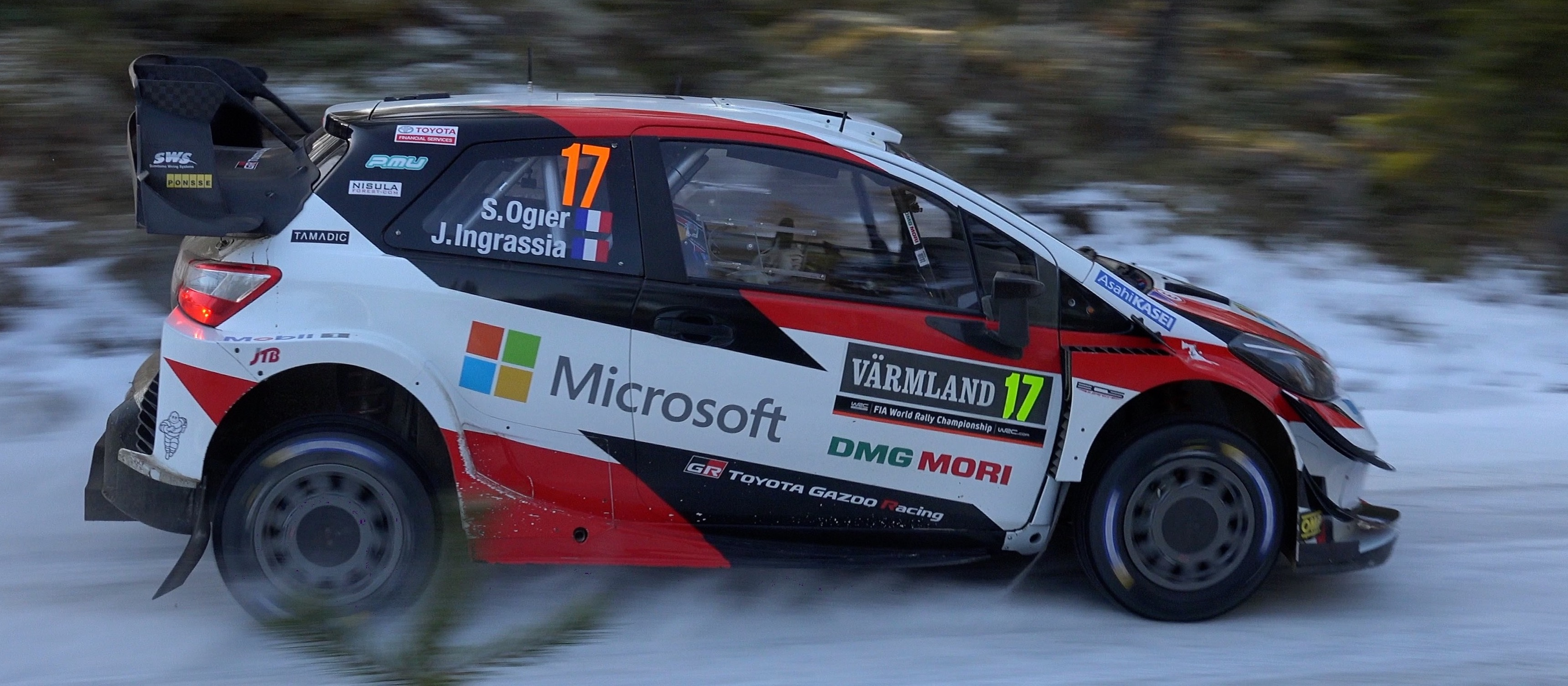
Toyota Yaris WRC, на которой Ожье выиграл свой седьмой титул

Сезон 2020 года чемпионата мира по ралли — 48-й сезон чемпионата мира, проводимого под эгидой ФИА. Календарь сезона состоял из семи этапов, стартовал 23 января в Монако и завершился 6 декабря в Италии.
Пилоты имели право участвовать в соревнованиях на автомобилях, соответствующих правилам Rally1 и Rally2. Однако только производители, автомобили которых были подготовлены согласно регламенту 2017 года, набирали очки в зачёт производителей. Категориями поддержки выступили WRC-2, WRC-3 и на отдельных этапах чемпионат мира среди юниоров.
Как и большинство других спортивных мероприятий в 2020 году раллийное мировое первенство сильно пострадало из-за введенной в марте пандемии Covid-19. К тому моменту уже успели провести три этапа, а затем чемпионат был заморожен на полгода и возвращение к соревнованиям произошло только в сентябре. Большая часть из запланированных этапов была отменена, но взамен впервые были проведены Ралли Эстонии и Ралли Монца. Также впервые в истории чемпионата мира два этапа подряд прошли на территории одной страны. В конечном итоге сезон состоял только из семи этапов, что является минимумом для соответствия соревнования  статусу мирового первенства. Это сделало первенство 2020 года самым коротким раллийным чемпионатом мира в истории (на втором месте 1974 год, тогда было проведено восемь этапов).
Чемпионами мира в седьмой раз стали французы Себастьен Ожье и Жюльен Инграссия, выступающие первый год за команду Toyota Gazoo Racing WRT. При этом они стали первым экипажемФинский гонщик Юха Канккунен также обладатель этого рекорда, но в 1993 году у него было два штурмана и победу в штурманском зачёте одержал француз Даниэль Граталуп, который смог завоевать титул мирового первенства на автомобилях трёх производителей (Volkswagen, Ford, Toyota). Перед заключительным этапом лидером чемпионата с преимуществом в 14 очков был напарник Ожье по команде британец Элфин Эванс, но по ходу Ралли Монца он попал в аварию и упустил дебютный титул. В случае успешного выступления в Италии он мог бы стать первым с 2011 годаВ тот год напарником Ожье по команде был Себастьен Лёб напарником Себастьена Ожье, которому удалось его опередить по итогам сезона. Тем не менее Эванс провёл свой лучший сезон на тот момент и впервые попал в призовую тройку, а также одержал первые победы с момента дебютной на Ралли Великобритании 2017. Третье место досталось действующему чемпиону Отту Тянаку из Эстонии, выступающему в 2020 году за команду Hyundai. Его новый напарник Тьерри Невилль занял четвертое место и прервал серию из четырёх подряд вице-чемпионств. Финский дебютант мирового первенства Калле Рованпера завоевал свой первый подиум уже во второй гонке, а Такамото Катсута выиграл свой первый Power Stage на Ралли Монца.
В зачёте производителей победу второй год подряд одержала команда  Hyundai Shell Mobis WRT, опередив Toyota Gazoo Racing WRT всего на пять очков (в зачёт шли по два лучших результата пилотов коллектива за этапНапример, если пилоты команды занимали три первых места, то в зачёт шли 43 очка, а 15 "сгорали"). Эти победы во многом стали возможны из-за ставки команды в первую очередь на командный кубок.  При этом у Hyundai были два гонщика, которые выступали на полном расписании и боролись за чемпионство в личном зачёте, а на третьей машине происходила ротация пилотов, которые выступали на наиболее подходящих им трассах.

## Календарь сезона
По первоначальной задумке сезон должен был состоять из четырнадцати этапов. Из календаря были удалены Ралли Корсики, Ралли Испании и Ралли Австралии, а на их место встали Ралли Кении, Ралли Японии и Ралли Новой Зеландии. Но сначала из-за политических беспорядков было отменено Ралли Чили, а затем была объявлена пандемия Covid-19 и весь календарь был пересмотрен. В итоге было проведено семь этапов (желтым отмечены этапы, которых не было в первоначальной расписании):
| № | Даты           | Название          | Местоположение    | Покрытие                |
| - | -------------- | ----------------- | ----------------- | ----------------------- |
| 1 | 23–26 января   | Ралли Монте-Карло | Гап               | СмешанноеСнег и асфальт |
| 2 | 13–18 февраля  | Ралли Швеции      | Турсбю            | Снег                    |
| 3 | 12–15 марта    | Ралли Мексики     | Леон              | Гравий                  |
| 4 | 4–6 сентября   | Ралли Эстонии     | Тарту             | Гравий                  |
| 5 | 18-20 сентября | Ралли Турции      | Мармарис          | Гравий                  |
| 6 | 8–11 октября   | Ралли Сардинии    | Альгеро, Сардиния | Гравий                  |
| 7 | 3-6 декабря    | Ралли Монца       | Монца             | Асфальт                 |

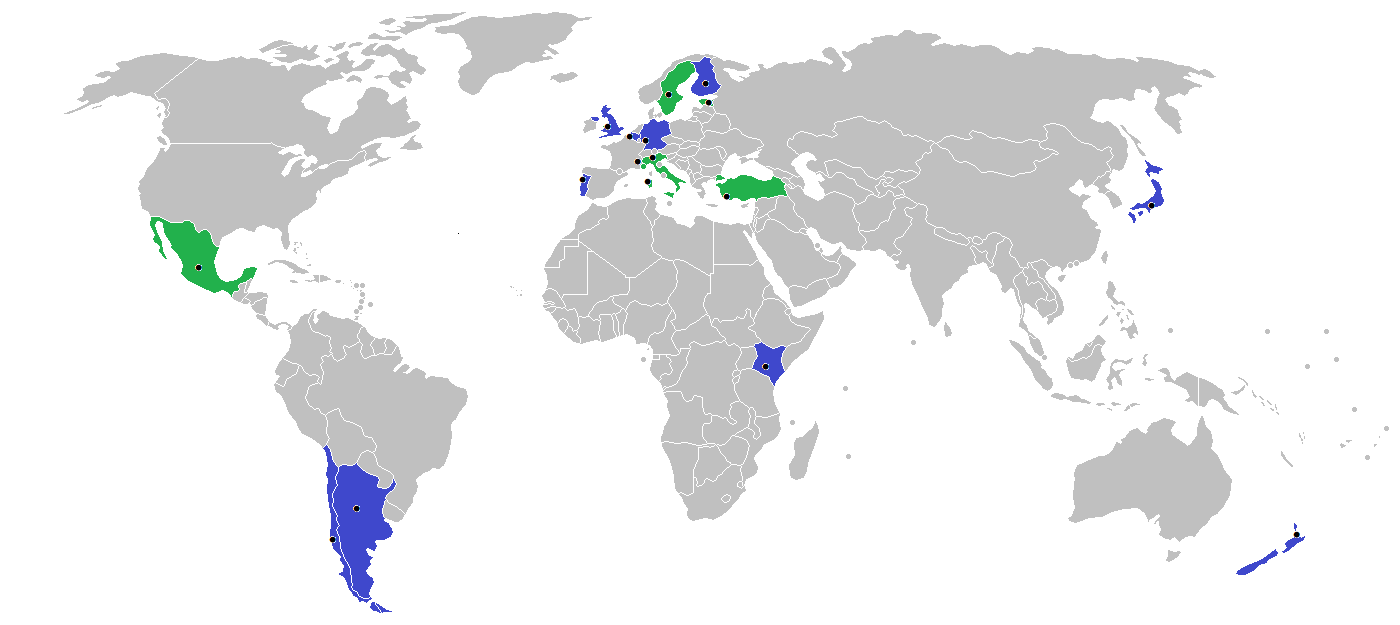
Зеленым отмечены страны, в которых были проведены этапы чемпионата мира. Синим - отмененные.

Следующие этапы были включены в календарь, но в дальнейшем отменены (Ралли Бельгии должен был заменить в календаре Ралли Японии, но в дальнейшем и сам был отменен):
| №  | Даты                  | Название             | Местоположение   | Покрытие | Дата отмены этапа |
| -- | --------------------- | -------------------- | ---------------- | -------- | ----------------- |
| 1  | 16-19 апреля          | Ралли Чили           | Консепсьон       | Гравий   | 28 ноября 2019    |
| 2  | 23-26 апреля          | Ралли Аргентины      | Вилья Карлос Пас | Гравий   | 2 июля            |
| 3  | 21-24 мая             | Ралли Португалии     | Матозиньюш       | Гравий   | 30 апреля 2020    |
| 4  | 16-19 июля            | Ралли Кении          | Найроби          | Гравий   | 15 мая 2020       |
| 5  | 6-9 августа           | Ралли Финляндии      | Ювяскюля         | Гравий   | 3 июня 2020       |
| 6  | 3-6 сентября          | Ралли Новой Зеландии | Окленд           | Гравий   | 4 июня 2020       |
| 7  | 15-18 октября         | Ралли Германии       | Босталси, Саар   | Асфальт  | 26 августа 2020   |
| 8  | 29 октября - 1 ноября | Ралли Великобритании | Лландидно, Уэльс | Гравий   | 9 июня 2020       |
| 9  | 19-22 ноября          | Ралли Японии         | Нагоя            | Асфальт  | 19 августа        |
| 10 | 20-22 ноября          | Ралли Бельгии        | Ипр              | Асфальт  | 30 октября 2020   |

### Изменения в календаре
Календарь на 2020 год был оглашен широкой публике в конце сентября 2019 года и включал в себя четырнадцать этапов. По сравнению с прошлым годом были внесены значительные изменения и за последнее десятилетие это было первое крупное обновление расписания чемпионата мира. Начиная с 2011 года состав календаря практически не менялся: некоторые этапы переставляли местами, на других переезжала штаб-квартира, но сам костяк оставался прежним. В 2012 году в состав чемпионата вернулся Ралли Монте-Карло и заменил Ралли Иордании, с 2013 года прекратилась ротация Новой Зеландии с Австралией и последняя закрепилась в календаре, в 2015 году французский этап вернулся из Эльзаса на Корсику. В 2014 году Ралли Греции заменил Ралли Польши, а уже в 2018 и сам польский этап был убран в пользу Ралли Турции. Несколько раз организаторы пытались расширить календарь до 14 этапов, но каждый раз их планам не суждено было сбыться: в 2016 году Ралли Китая пришлось отменить из-за наводнения,   в 2019 был добавлен этап в Чили, но Ралли Австралии не состоялось по причине обширных лесных пожаров в зоне проведения. И уже в ноябре 2019 года стало известно, что не получится провести Ралли Чили 2020, так как в стране вспыхнули политические беспорядки.
Но и без этого в расписании были многие ключевые перестановки и были удалены сразу три этапа. Промоутеры чемпионата мира и команды много лет пытались добиться исключения Ралли Корсики по причине сложностей в доставке оборудования на этот остров, а на Ралли Австралии после переезда в Коффс-Харбор сильно упала посещаемость из-за неудобного для зрителей расположения и организатором было предложено найти новое местоположение для этапа. Ралли Испании не было полностью исключено из чемпионата мира, но теперь подвергнется вновь введённой системе ротации. На замену этим этапам пришли ранее уже проводившиеся Ралли Японии (2004-2010), Ралли Кении (1973-2002 под названием Ралли Сафари) и Ралли Новой Зеландии (проводилось с перерывами с 1977 по 2012 годы).
Но всем этим планам в итоге не суждено было сбыться. 11 марта 2020 года Всемирная организация здравоохранения из-за вспышки коронавирусной инфекции объявила пандемию и большинство спортивных мероприятий были отменены или заморожены. Организатором удалось провести Ралли Мексики, но по укороченной программе. Ралли Сардинии был отложен на неопределённый срок. А потом начались отмены этапов один за другим (Аргентина, Португалия, Кения, Финляндия, Новая Зеландия, Великобритания). Многие из них, как и итальянское ралли, первоначально были отложены, но в дальнейшем полностью отменены.
После этого организаторы были вынуждены объявить, что они рассматривают возможность включение в расписание чемпионата мира этапов, которые не были первоначально заявлены. Эстония, Латвия, Бельгия, Хорватия и некоторые другие страны выразили желание о проведения соревнования на своей территории. 2 июля 2020 на официальном сайте WRC был продемонстрирован обновленный календарь чемпионата мира. Сезон должен был возобновиться 4 сентября на Ралли Эстонии, который по первоначальным планам должен был появиться в календаре мирового первенства только в 2022 году. Ралли Турции был сдвинут на одну неделю вперед, в середине и конце октября планировалось провести Ралли Германии и Ралли Сардинии, а завершить первенство на Ралли Японии в ноябре.
Но и в обновленный календарь пришлось вносить изменения. В августе стало известно об отмене Ралли Германии. После этого Ралли Сардинии было перенесено на середину октября. Еще раньше стало о том, что не состоится и Ралли Японии. Тогда было принято решение о включении в календарь еще одной новинки - Ралли Бельгии. Но в октябре стало понятно, что и этот этап придется отменить. Финальным раундом чемпионата в итоге стало Ралли Монца, проведенное на знаменитом автодроме Италии. Ранее это соревнование проводилось в формате авто-шоу и называлось Monza Rally Show. Впервые в истории мирового первенства два этапа подряд прошли в одной стране.

## Команды и пилоты
| Hyundai (Hyundai i20 Coupe WRC) | / Hyundai Shell Mobis WRT | M | 6  | Дани Сордо         | Карлос дель Баррио | 3, 6–7 |
| Hyundai (Hyundai i20 Coupe WRC) | / Hyundai Shell Mobis WRT | M | 8  | Отт Тянак          | Мартин Ярвеойя     | Все    |
| Hyundai (Hyundai i20 Coupe WRC) | / Hyundai Shell Mobis WRT | M | 9  | Себастьен Лёб      | Даниэль Элена      | 1, 5   |
| Hyundai (Hyundai i20 Coupe WRC) | / Hyundai Shell Mobis WRT | M | 11 | Тьерри Невилль     | Николя Жильсуль    | Все    |
| Hyundai (Hyundai i20 Coupe WRC) | / Hyundai Shell Mobis WRT | M | 42 | Крейг Брин         | Пол Нейгл          | 2, 4   |
| Hyundai (Hyundai i20 Coupe WRC) | Hyundai 2C Competition    | M | 7  | Пьер-Луи Любе      | Венсан Ландэ       | 4–6    |
| Hyundai (Hyundai i20 Coupe WRC) | Hyundai 2C Competition    | M | 96 | Оле Кристиан Вейби | Юнас Андерссон     | 7      |
| Toyota (Toyota Yaris WRC)       | / Toyota Gazoo Racing WRT | M | 17 | Себастьен Ожье     | Жюльен Инграссия   | Все    |
| Toyota (Toyota Yaris WRC)       | / Toyota Gazoo Racing WRT | M | 33 | Элфин Эванс        | Скотт Мартин       | Все    |
| Toyota (Toyota Yaris WRC)       | / Toyota Gazoo Racing WRT | M | 69 | Калле Рованпера    | Йонне Халттунен    | Все    |
| Ford (Ford Fiesta WRC)          | M-Sport Ford WRT          | M | 3  | Теему Сунинен      | Ярмо Лехтинен      | Все    |
| Ford (Ford Fiesta WRC)          | M-Sport Ford WRT          | M | 4  | Эсапекка Лаппи     | Янне Ферм          | Все    |
| Ford (Ford Fiesta WRC)          | M-Sport Ford WRT          | M | 44 | Гас Гринсмит       | Эллиотт Эдмондсон  | 1, 3–7 |

| Команды, не заявленные в зачёт производителей | Команды, не заявленные в зачёт производителей | Команды, не заявленные в зачёт производителей | Команды, не заявленные в зачёт производителей | Команды, не заявленные в зачёт производителей | Команды, не заявленные в зачёт производителей | Команды, не заявленные в зачёт производителей | Команды, не заявленные в зачёт производителей |
| Производитель                                 | Команда                                       | Автомобиль                                    | Шины                                          | №                                             | Пилот                                         | Штурман                                       | Этапы                                         |
| --------------------------------------------- | --------------------------------------------- | --------------------------------------------- | --------------------------------------------- | --------------------------------------------- | --------------------------------------------- | --------------------------------------------- | --------------------------------------------- |
| Citroën                                       | Saintéloc Junior Team                         | Citroën C3 WRC                                | P                                             | 21                                            | Петтер Сольберг                               | Андреас Миккельсен                            | 6                                             |
| Ford                                          | JanPro                                        | Ford Fiesta WRC                               | M                                             | 65                                            | Киммо Куркела                                 | Реета Хамалайнен                              | 4                                             |
| Ford                                          | M-Sport Ford WRT                              | Ford Fiesta WRC                               | M                                             |                                               | Дейвидас Джоциус                              | Миндаугас Варца                               | 1–3                                           |
| Ford                                          | MP-Sports                                     | Ford Fiesta RS WRC                            | M                                             | 22                                            | Мартин Прокоп                                 | Зденек Юрка                                   | 6                                             |
| Ford                                          | OT Racing                                     | Ford Fiesta WRC                               | M                                             | 64                                            | Георг Гросс                                   | Райго Мёлдер                                  | 4                                             |
| Toyota                                        | Latvala Motorsport                            | Toyota Yaris WRC                              | M                                             | 10                                            | Яри-Матти Латвала                             | Юхо Ханнинен                                  | 2                                             |
| Toyota                                        | Toyota Gazoo Racing WRT                       | Toyota Yaris WRC                              | M                                             | 18                                            | Такамото Катсута                              | Дэниэл Барретт                                | 1–2, 4, 6–7                                   |

#### Переходы пилотов
- Действующий чемпион мира Отт Тянак по окончании сезона 2019 года покинул Toyota и перешёл в Hyundai[49][50][51][52]. При этом он решил не использовать чемпионскую единичку, а выступать под своим постоянным номером 8[53][54][55]. Его напарником стал один из принципиальных соперников в чемпионате - бельгиец Тьерри Невилль, который проводил в команде уже седьмой год. На третьей машине по-прежнему выступали попеременно сразу несколько гонщиков: многократный чемпион Себастьен Лёб, испанец Дани Сордо, ирландец Крейг Брин.
- Кроме основной команды Hyundai также создала создала дочернюю Hyundai 2C Competition. На трёх этапах в ней выступал действующий чемпион WRC-2 Жан-Луи Любе[56], а на заключительном - молодой норвежец Оле Кристиан Вейби[57][58].

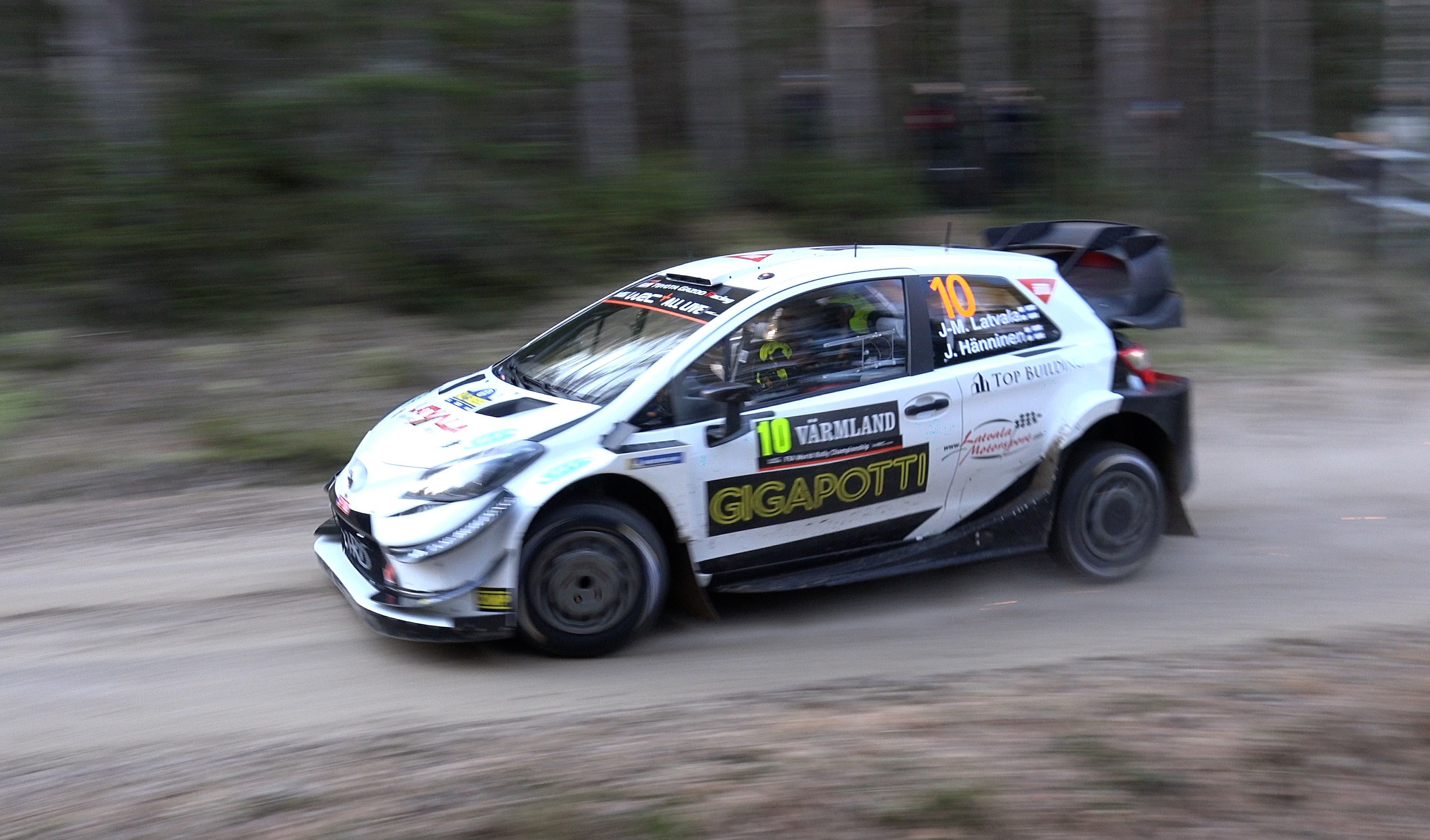
Латвала на Ралли Швеции

- Toyota полностью обновила состав пилотов. На место Отта Тянака пришёл шестикратный чемпион Себастьен Ожье[59][60][61]. У него был подписан двухлетний контракт с Citroën и в конце 2018 года он заявлял, что это будет его последняя команда[62]. Но после первого года сотрудничества его отношения с командой разладились и это привело к досрочному расторжению соглашения[63]. Контракт с Toyota был подписан на один год и француз планировал, что 2020 год станет для него последним в мировом чемпионате[64]. Но из-за скомканного в результате пандемии сезона Ожье решил продлить сотрудничество еще на один год[65][66][67]. Напарником Себастьена стал уже хорошо знакомый ему по M-Sport британец Элфин Эванс. Компанию им составил перспективный 19-летний финский пилот Калле Рованпера, ставший в 2019 году чемпионом WRC-2 Pro[68]. Также вне зачёта производителей Toyota выставила две машины: на первой на европейских этапах выступал японец Такамото Катсута[69][70] (в сотрудничестве с бывшим штурманом Элфина Эванса - Дэниэлом Барреттом), на второй проехал на Ралли Швеции бывший пилот их заводской команды — Яри-Матти Латвала[71] (штурманом выступил Юхо Ханнинен).

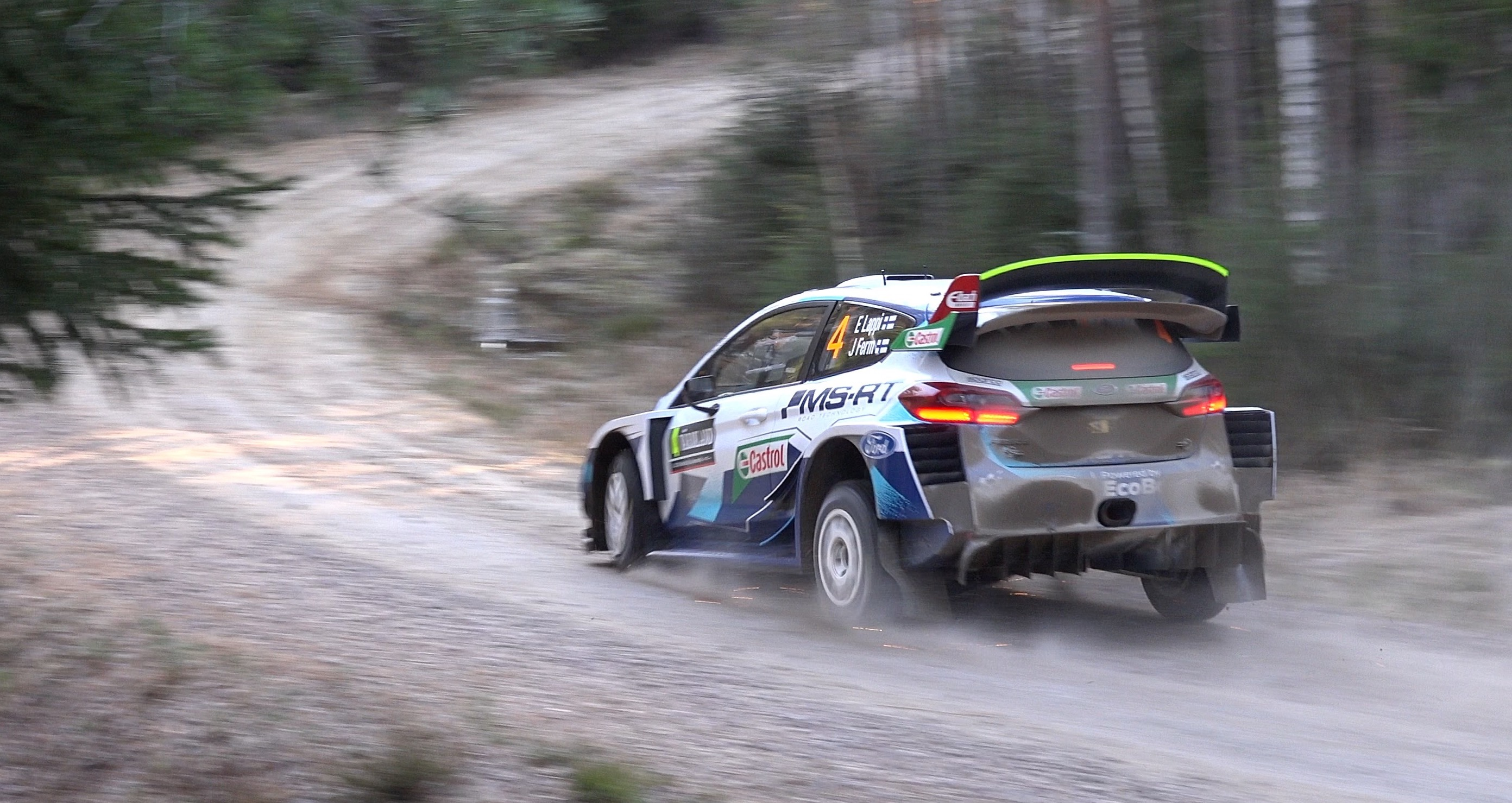
Эсапекка Лаппи

- M-Sport в 2020 году лишился ещё одного своего воспитанника: по окончании 2017 года её покинул Отт Тянак, а теперь и Элфин Эванс. При этом его бывший босс Малкольм Уилсон пожелал ему удачи на новом месте работы[72]. За британскую же команду продолжили выступление Теему Сунинен и Гас Гринсмит, а валлийца заменил Эсапекка Лаппи[73][74][75], которому пришлось искать нового работадателя после ухода из чемпионата Citroën.
- Андреас Миккельсен не участвовал в 2020 году в качестве пилота, но на Ралли Сардинии выступил штурманом у своего именитого соотечественника Петтера Сольберга. Они выступали за частную команду на Citroën C3 WRC.
- Citroën по окончании сезона 2019 года покинул чемпионат как заводская команда, назвав основной причиной уход из команды Себастьена Ожье[76][77][78]. Еще одним фактором такого быстрого ухода из раллийного первенства стало желание концерна сосредоточить силы на чемпионате мира по автогонкам на выносливость[79].

## Ход чемпионата

### Этапы и призеры
| Цвет       | Покрытие           |
| ---------- | ------------------ |
| Золотой    | Гравий             |
| Серебряный | Асфальт            |
| Синий      | Снег/Лёд           |
| Бронзовый  | Смешанное покрытие |

| Этап | Ралли                                    | Подиум | Подиум          | Подиум                | Подиум    | Статистика | Статистика | Статистика | Статистика   |
| Этап | Ралли                                    | Место  | Пилот           | Автомобиль            | Время     | Участки    | Длина      | Стартовало | Финишировало |
| --- | ---------------------------------------- | ------ | --------------- | --------------------- | --------- | ---------- | ---------- | ---------- | ------------ |
| 1 | Ралли Монте-Карло (23-26 января) — Отчёт | 1      | Тьерри Невилль  | Hyundai i20 Coupe WRC | 3:10:57.6 | 16         | 304.28 км  | 85         | 73           |
| 1 | Ралли Монте-Карло (23-26 января) — Отчёт | 2      | Себастьен Ожье  | Toyota Yaris WRC      | +12.6     | 16         | 304.28 км  | 85         | 73           |
| 1 | Ралли Монте-Карло (23-26 января) — Отчёт | 3      | Элфин Эванс     | Toyota Yaris WRC      | +14.3     | 16         | 304.28 км  | 85         | 73           |
| Количество выигранных СУ: Невилль - 9, Эванс и Ожье - по 4. Количество СУ в качестве лидера: Эванс - 8, Невилль - 5, Ожье - 4.                                                   |                                          |        |                 |                       |           |            |            |            |              |
| 2 | Ралли Швеции (13-16 февраля) — Отчёт     | 1      | Элфин Эванс     | Toyota Yaris WRC      | 1:11:43.1 | 9 (11)     | 169.74 км† | 46         | 42           |
| 2 | Ралли Швеции (13-16 февраля) — Отчёт     | 2      | Отт Тянак       | Hyundai i20 Coupe WRC | +12.7     | 9 (11)     | 169.74 км† | 46         | 42           |
| 2 | Ралли Швеции (13-16 февраля) — Отчёт     | 3      | Калле Рованпера | Toyota Yaris WRC      | +20.2     | 9 (11)     | 169.74 км† | 46         | 42           |
| Количество выигранных СУ: Эванс - 5, Тянак - 2, Невилль и Рованпера - по 1. Количество СУ в качестве лидера: Эванс - 9.                                                          |                                          |        |                 |                       |           |            |            |            |              |
| 3 | Ралли Мексики (12-15 марта) — Отчёт      | 1      | Себастьен Ожье  | Toyota Yaris WRC      | 2:47:47.6 | 20 (24)    | 324.85 км† | 34         | 21           |
| 3 | Ралли Мексики (12-15 марта) — Отчёт      | 2      | Отт Тянак       | Hyundai i20 Coupe WRC | +27.8     | 20 (24)    | 324.85 км† | 34         | 21           |
| 3 | Ралли Мексики (12-15 марта) — Отчёт      | 3      | Теему Сунинен   | Ford Fiesta WRC       | +37.9     | 20 (24)    | 324.85 км† | 34         | 21           |
| Количество выигранных СУ: Невилль - 8, Тянак - 6, Ожье - 4, Рованпера и Сордо - по 1. Количество СУ в качестве лидера: Ожье - 17, Невилль - 2, Тянак - 1.                        |                                          |        |                 |                       |           |            |            |            |              |
| 4 | Ралли Эстонии (4-6 сентября) — Отчёт     | 1      | Отт Тянак       | Hyundai i20 Coupe WRC | 1:59:53.6 | 17         | 232.64 км  | 59         | 44           |
| 4 | Ралли Эстонии (4-6 сентября) — Отчёт     | 2      | Крейг Брин      | Hyundai i20 Coupe WRC | +22.2     | 17         | 232.64 км  | 59         | 44           |
| 4 | Ралли Эстонии (4-6 сентября) — Отчёт     | 3      | Себастьен Ожье  | Toyota Yaris WRC      | +26.9     | 17         | 232.64 км  | 59         | 44           |
| Количество выигранных СУ: Ожье и Рованпера - 5, Тянак - 3, Брин - 2, Эванс, Невилль и Лаппи - по 1. Количество СУ в качестве лидера: Тянак - 15, Ожье, Рованпера и Лаппи - по 1. |                                          |        |                 |                       |           |            |            |            |              |
| 5 | Ралли Турции (18-20 сентября) — Отчёт    | 1      | Элфин Эванс     | Toyota Yaris WRC      | 2:43:02.7 | 12         | 223.00 км  | 24         | 18           |
| 5 | Ралли Турции (18-20 сентября) — Отчёт    | 2      | Тьерри Невилль  | Hyundai i20 Coupe WRC | +35.2     | 12         | 223.00 км  | 24         | 18           |
| 5 | Ралли Турции (18-20 сентября) — Отчёт    | 3      | Себастьен Лёб   | Hyundai i20 Coupe WRC | +59.4     | 12         | 223.00 км  | 24         | 18           |
| Количество выигранных СУ: Невилль - 7, Ожье - 3, Эванс и Лёб - по 1. Количество СУ в качестве лидера: Эванс и Невилль - по 4, Ожье - 3, Лёб -1.                                  |                                          |        |                 |                       |           |            |            |            |              |
| 6 | Ралли Сардинии (8-11 октября) — Отчёт    | 1      | Дани Сордо      | Hyundai i20 Coupe WRC | 2:41:37.5 | 16         | 238.84 км  | 62         | 50           |
| 6 | Ралли Сардинии (8-11 октября) — Отчёт    | 2      | Тьерри Невилль  | Hyundai i20 Coupe WRC | +5.1      | 16         | 238.84 км  | 62         | 50           |
| 6 | Ралли Сардинии (8-11 октября) — Отчёт    | 3      | Себастьен Ожье  | Toyota Yaris WRC      | +6.1      | 16         | 238.84 км  | 62         | 50           |
| Количество выигранных СУ: Ожье - 6, Сордо - 5, Невилль - 2, Тянак, Эванс и Сунинен - по 1. Количество СУ в качестве лидера: Сордо -13, Сунинен - 3.                              |                                          |        |                 |                       |           |            |            |            |              |
| 7 | Ралли Монца (3-6 декабря) — Отчёт        | 1      | Себастьен Ожье  | Toyota Yaris WRC      | 2:15:51.0 | 14 (16)    | 239.20 км† | 91         | 71           |
| 7 | Ралли Монца (3-6 декабря) — Отчёт        | 2      | Отт Тянак       | Hyundai i20 Coupe WRC | +13.9     | 14 (16)    | 239.20 км† | 91         | 71           |
| 7 | Ралли Монца (3-6 декабря) — Отчёт        | 3      | Дани Сордо      | Hyundai i20 Coupe WRC | +15.3     | 14 (16)    | 239.20 км† | 91         | 71           |
| Количество выигранных СУ: Сордо - 5, Ожье - 4, Эванс - 2, Лаппи, Катсута и Скандола - по 1. Количество СУ в качестве лидера: Ожье - 8, Сордо и Лаппи - по 3.                     |                                          |        |                 |                       |           |            |            |            |              |

Примечания
- † — Дистанция ралли была сокращена из-за отмены некоторых спецучастков.

### Личный зачёт

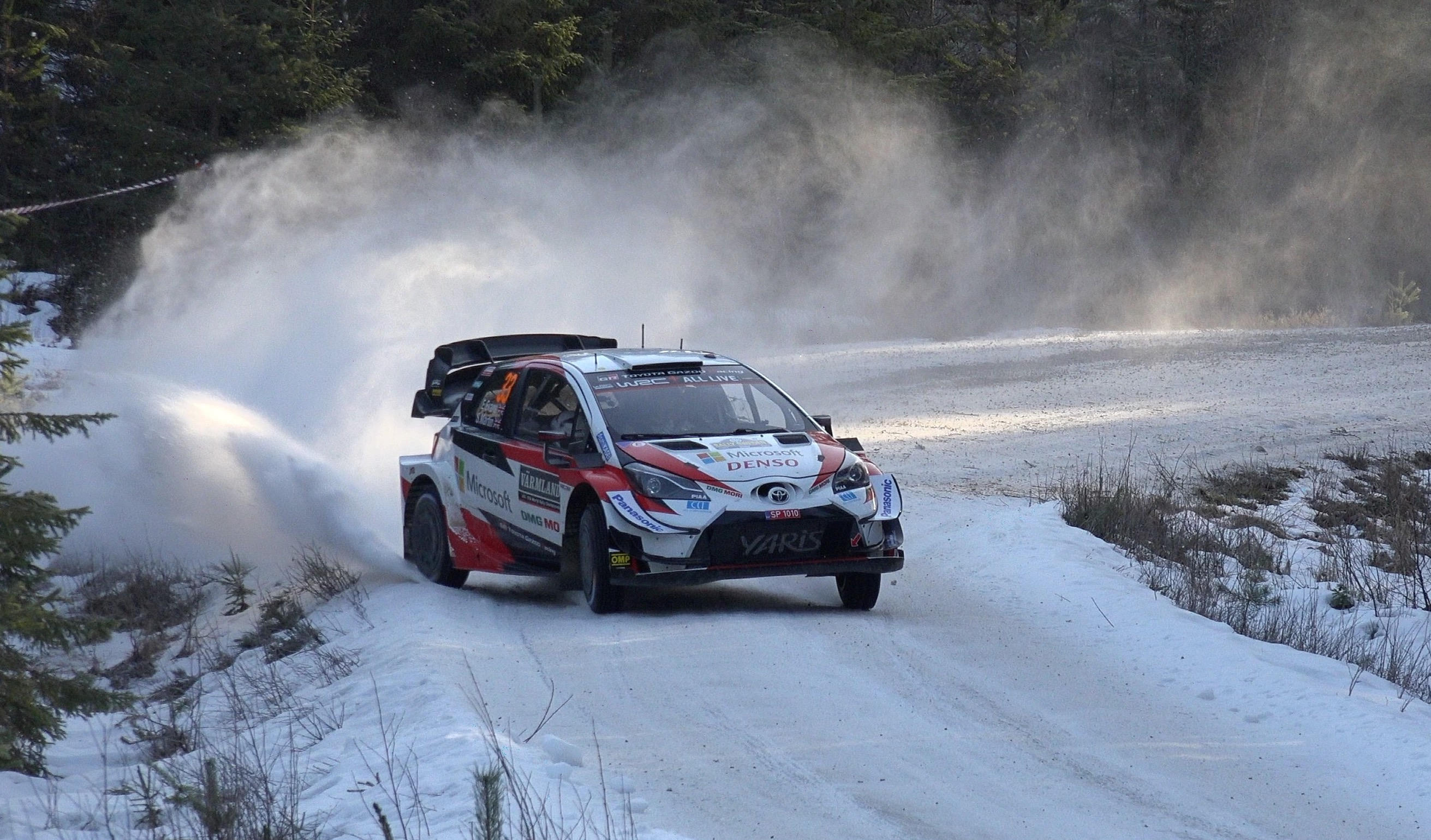
Элфин Эванс

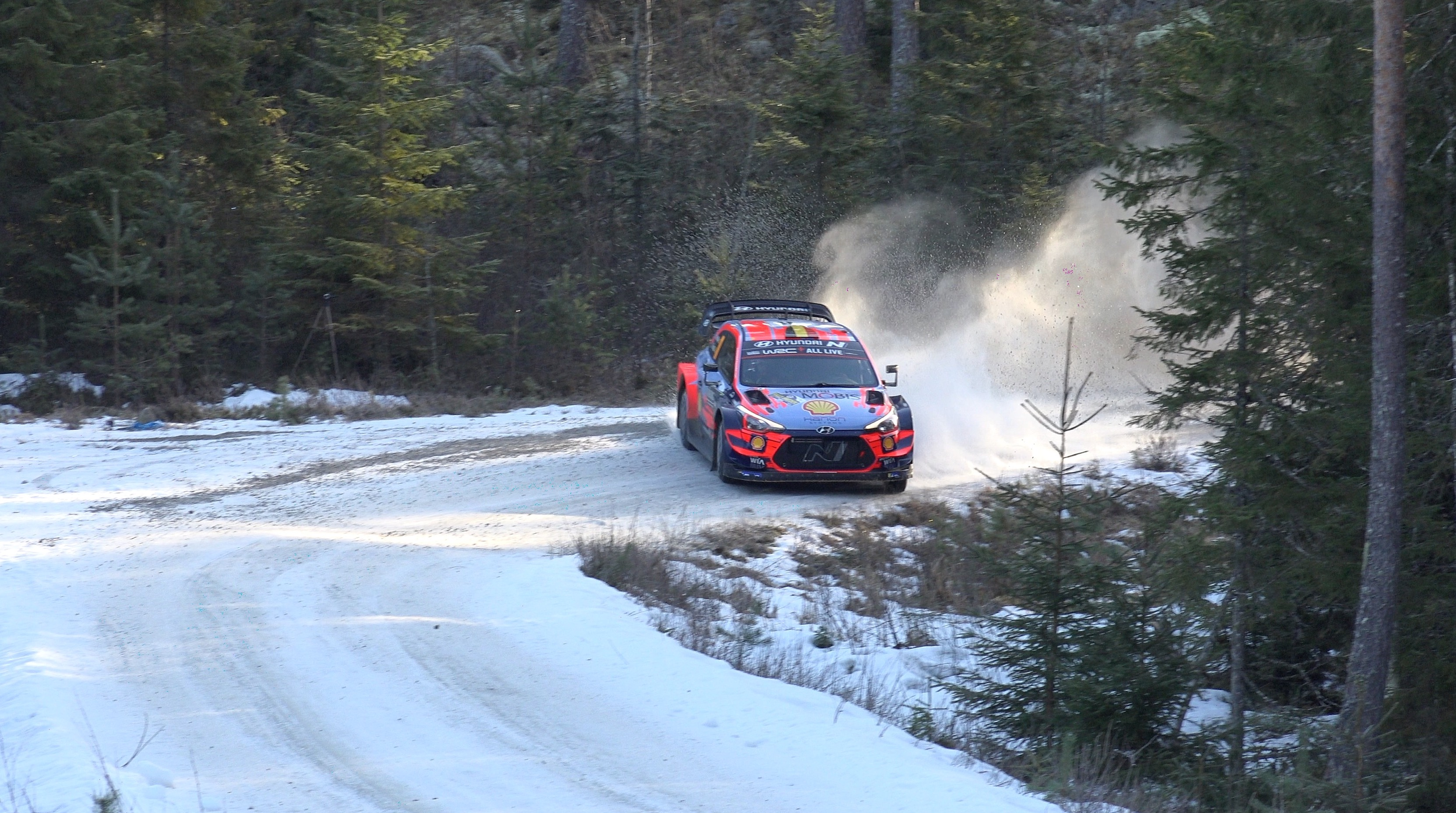
Тьерри Невилль

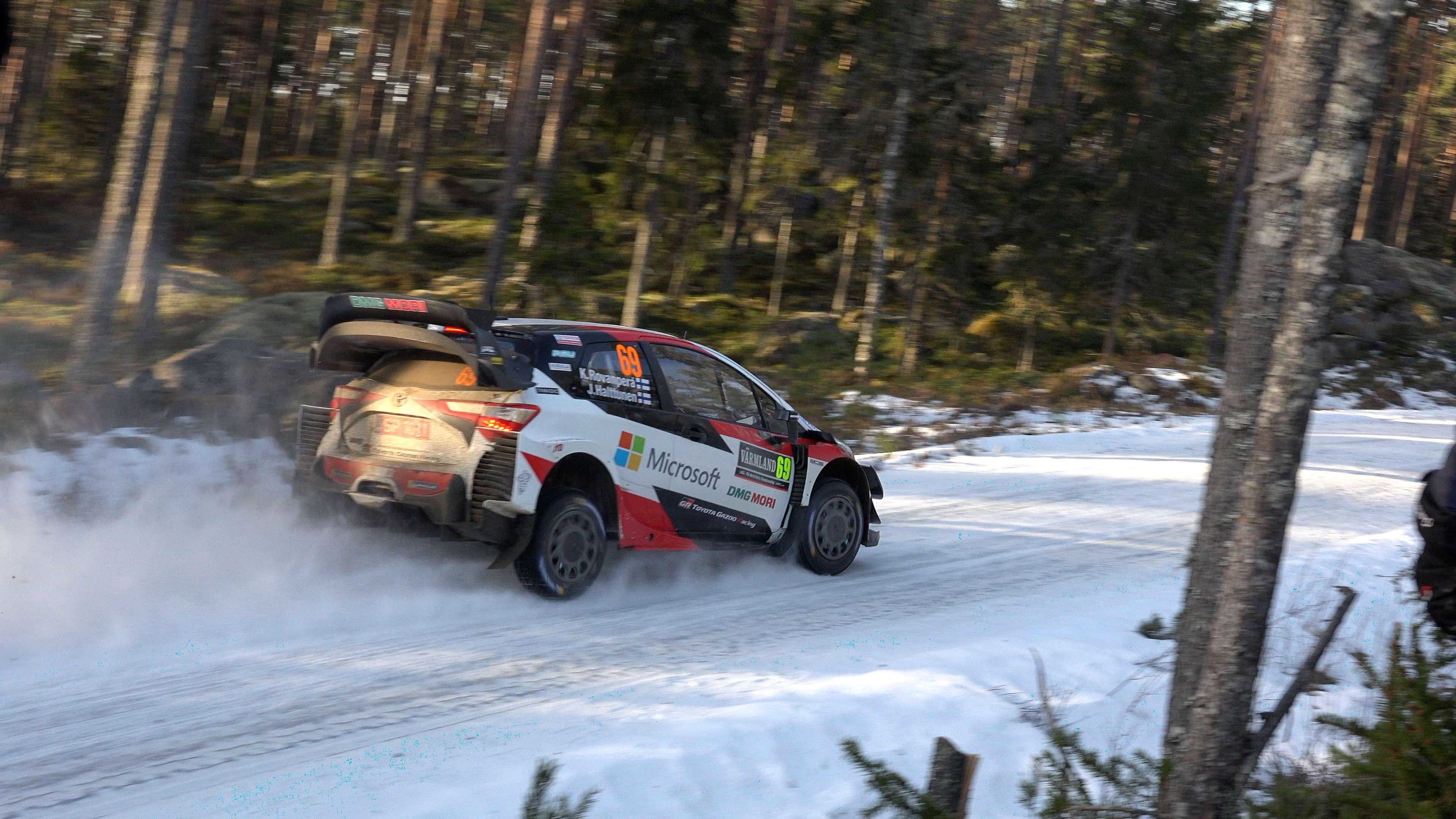
Калле Рованпера

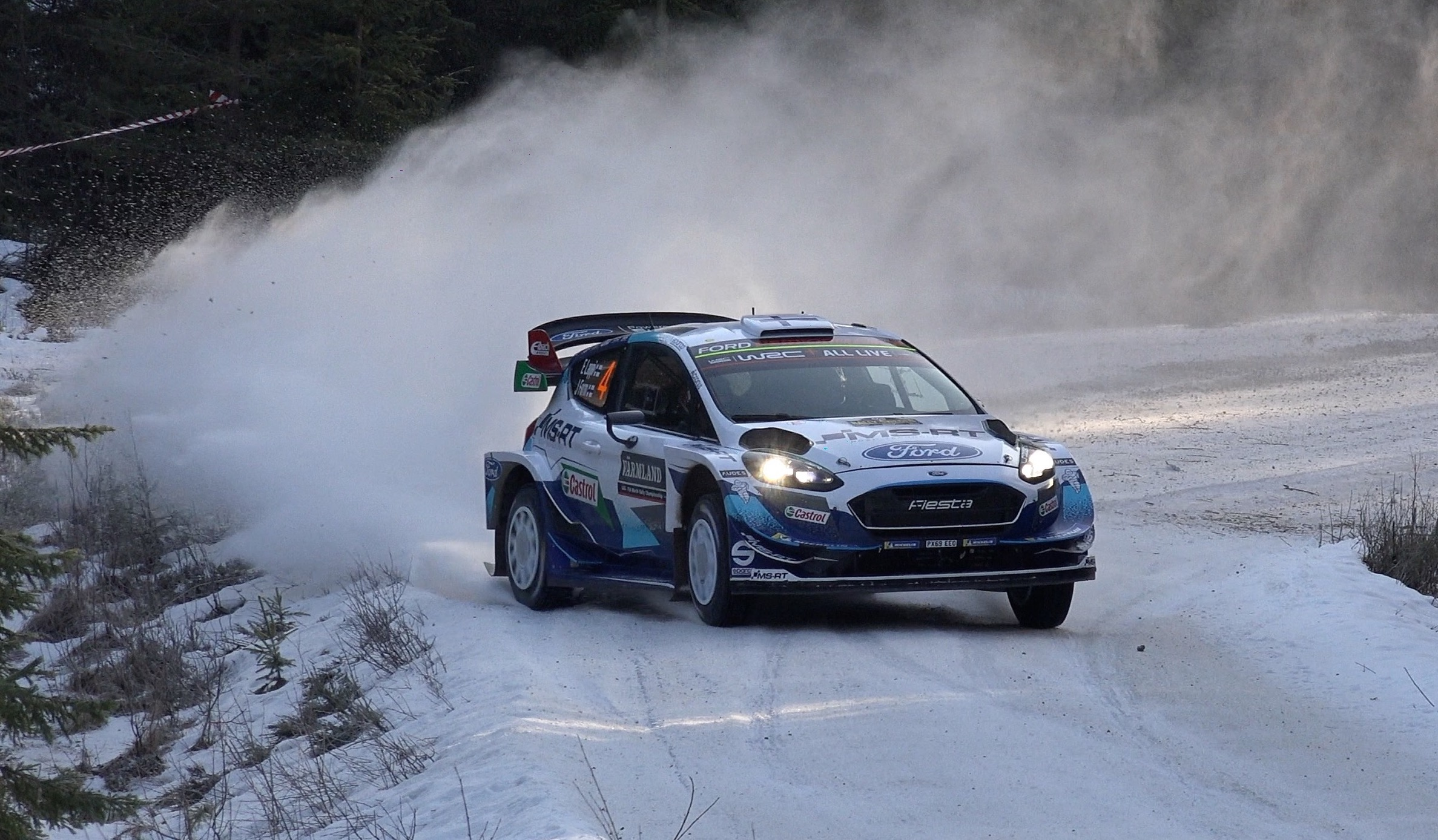
Эсапекка Лаппи

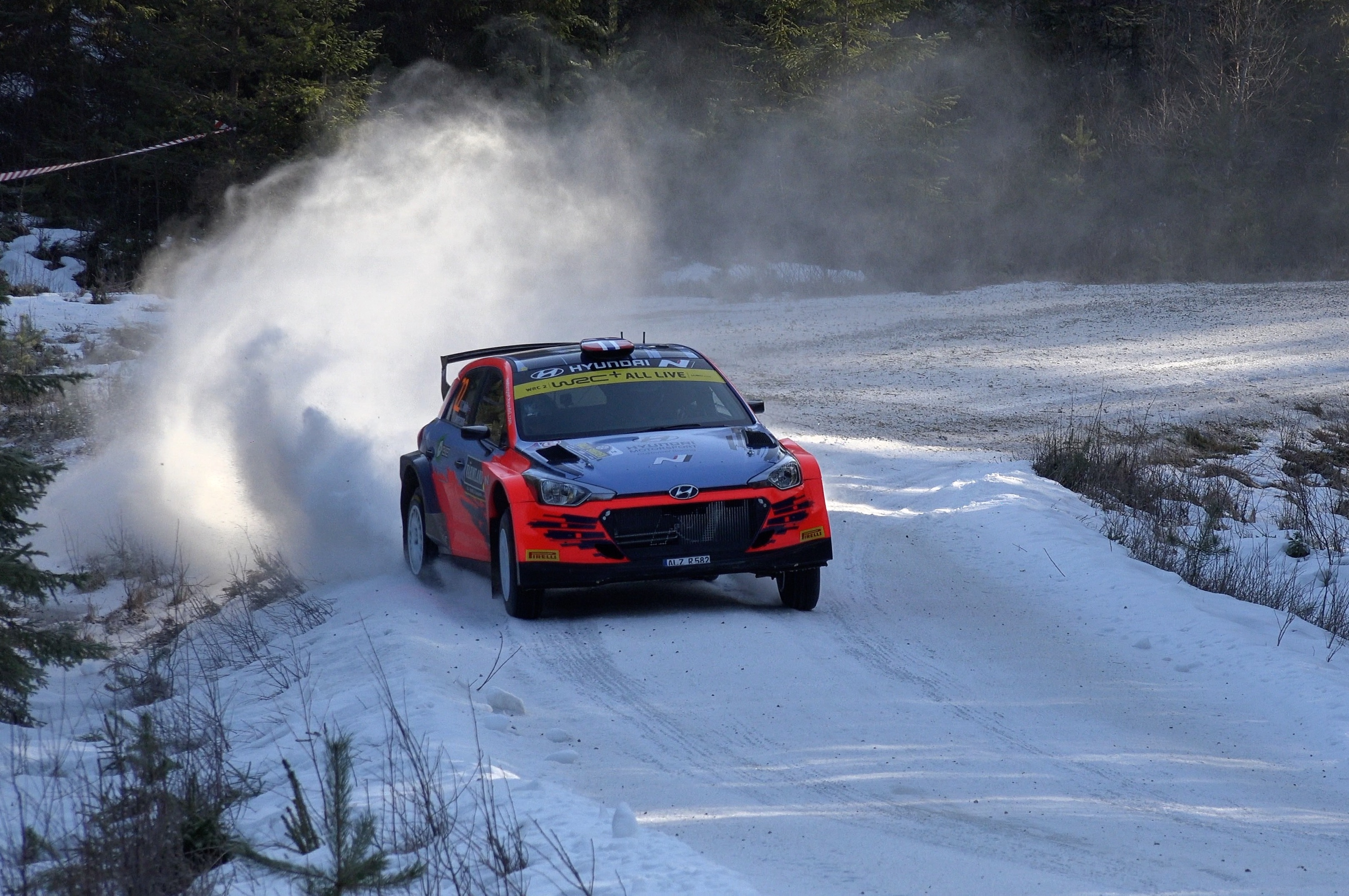
Оле Кристиан Вейби

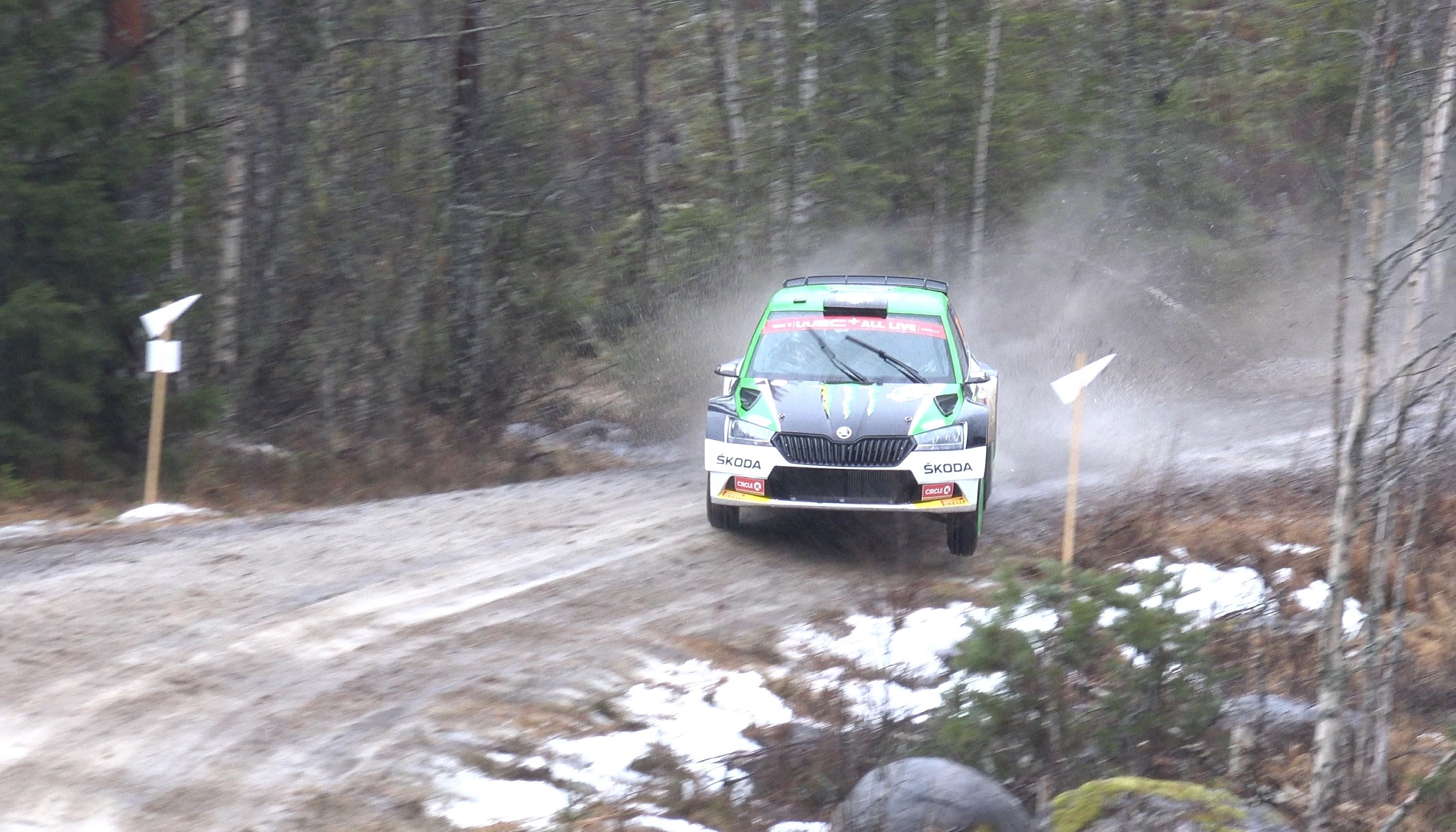
Оливер Сольберг

| Место | 1  | 2  | 3  | 4  | 5  | 6 | 7 | 8 | 9 | 10 |
| Очки  | 25 | 18 | 15 | 12 | 10 | 8 | 6 | 4 | 2 | 1  |

| №  | Пилот              | МОН  | ШВЕ | МЕК  | ЭСТ  | ТУР  | ИТА  | МНЦ  | Очки |
| 1  | Себастьен Ожье     | 2    | 43  | 1    | 34   | Сход | 3    | 1    | 122  |
| 2  | Элфин Эванс        | 34   | 1   | 4    | 42   | 14   | 4    | 293  | 114  |
| 3  | Отт Тянак          | Сход | 24  | 2    | 13   | 172  | 61   | 2    | 105  |
| 4  | Тьерри Невилль     | 1    | 62  | 16   | Сход | 21   | 2    | Сход | 87   |
| 5  | Калле Рованпера    | 5    | 31  | 5    | 51   | 43   | Сход | 5    | 80   |
| 6  | Эсапекка Лаппи     | 45   | 5   | Сход | 7    | 6    | Сход | 4    | 52   |
| 7  | Теему Сунинен      | 83   | 8   | 3    | 6    | Сход | 5    | Сход | 44   |
| 8  | Дани Сордо         |      |     | Сход |      |      | 15   | 35   | 42   |
| 9  | Крейг Брин         |      | 7   |      | 25   |      |      |      | 25   |
| 10 | Себастьен Лёб      | 6    |     |      |      | 35   |      |      | 24   |
| 11 | Гас Гринсмит       | 63   |     | 9    | 8    | 5    | 25   | Сход | 16   |
| 12 | Понтус Тидеманд    |      | 15  | 6    | 15   | 8    | 10   | 10   | 14   |
| 13 | Такамото Катсута   | 7    | 9   |      | Сход |      | Сход | 201  | 13   |
| 14 | Яри Хуттунен       |      | 10  |      | 11   |      | 8    | 8    | 9    |
| 15 | Андреас Миккельсен |      |     |      |      |      |      | 6    | 8    |
| 16 | Каетан Каетанович  |      |     | 14   | Сход | 7    | 9    | 14   | 8    |
| 17 | Оливер Сольберг    | 25   | 17  | Сход | 9    |      | 18   | 7    | 8    |
| 18 | Николай Грязин     | 16   | 21  | 7    | 19   |      | Сход |      | 6    |
| 19 | Пьер-Луи Любе      |      |     |      | Сход | Сход | 7    |      | 6    |
| 20 | Марко Уилкинсон    |      |     | 8    | 14   | 10   | 11   | 16   | 5    |
| 21 | Мадс Остберг       | 10   | 12  |      | 10   |      | 14   | 9    | 4    |
| 22 | Адриен Фурмо       | 15   | 18  |      | 13   | 9    | Сход | 49   | 2    |
| 23 | Эрик Камилли       | 9    |     |      |      |      | Сход |      | 2    |
| 24 | Оле Кристиан Вейби | Сход | 13  | 10   | Сход |      | 12   | Сход | 1    |
| №  | Пилот              | МОН  | ШВЕ | МЕК  | ЭСТ  | ТУР  | ИТА  | МНЦ  | Очки |

Примечание:
- 1 2 3 4 5 — позиция на Power Stage, по итогам которого начисляются бонусные очки (5 — за 1-е место, 4 — за 2-е, 3 — за 3-е и т.д.).

| № | Пилот              | МОН  | ШВЕ | МЕК | ЭСТ  | ТУР | ИТА  | МНЦ | Очки |
| 1 | Мадс Остберг       | 1    | 1   |     | 1    |     | 4    | 1   | 112  |
| 2 | Понтус Тидеманд    |      | 3   | 1   | 3    | 1   | 1    | 2   | 108  |
| 3 | Адриен Фурмо       | 2    | 4   |     | 2    | 2   | Сход | 4   | 78   |
| 4 | Оле Кристиан Вейби | Сход | 2   | 3   | Сход |     | 2    |     | 51   |
| 5 | Николай Грязин     | 3    | 6   | 2   | 5    |     | Сход |     | 51   |
| 6 | Эйвинд Брайнилдсен |      |     |     | 4    | 3   | 3    |     | 42   |
| 7 | Рис Йетс           | 4    | 5   |     |      |     |      |     | 22   |
| 8 | Ян Копецки         |      |     |     |      |     |      | 3   | 15   |
| № | Пилот              | МОН  | ШВЕ | МЕК | ЭСТ  | ТУР | ИТА  | МНЦ | Очки |

### Зачёт производителей
В зачёт шли по два лучших результата команды за этап
| № | Производитель             | МОН | ШВЕ | МЕК | ЭСТ  | ТУР  | ИТА | МНЦ  | Очки |
| 1 | / Hyundai Shell Mobis WRT | 1   | 2   | 2   | 1    | 2    | 1   | 2    | 241  |
| 1 | / Hyundai Shell Mobis WRT | 5   | 5   | 6   | 2    | 3    | 2   | 3    | 241  |
| 2 | / Toyota Gazoo Racing WRT | 2   | 1   | 1   | 3    | 1    | 3   | 1    | 236  |
| 2 | / Toyota Gazoo Racing WRT | 3   | 3   | 4   | 4    | 4    | 4   | 5    | 236  |
| 3 | M-Sport Ford WRT          | 4   | 4   | 3   | 5    | 5    | 5   | 4    | 129  |
| 3 | M-Sport Ford WRT          | 6   | 6   | 5   | 6    | 6    | 7   | Сход | 129  |
| 4 | Hyundai 2C Competition    |     |     |     | Сход | Сход | 6   | Сход | 8    |
| № | Производитель             | МОН | ШВЕ | МЕК | ЭСТ  | ТУР  | ИТА | МНЦ  | Очки |

## Достижения и статистика

### Победы и подиумы в сезоне

#### Победы
| Пилот          | ПСПобеды в текущем сезоне | ОПОбщее количество побед |
| -------------- | ------------------------- | ------------------------ |
| Себастьен Ожье | 2                         | 49                       |
| Элфин Эванс    | 2                         | 3                        |
| Отт Тянак      | 1                         | 13                       |
| Тьерри Невилль | 1                         | 13                       |
| Дани Сордо     | 1                         | 3                        |

#### Подиумы
| Пилот           | ПСПодиумы в текущем сезоне | ОПОбщее количество подиумов |
| --------------- | -------------------------- | --------------------------- |
| Себастьен Ожье  | 5                          | 84                          |
| Отт Тянак       | 4                          | 30                          |
| Тьерри Невилль  | 3                          | 43                          |
| Элфин Эванс     | 3                          | 11                          |
| Дани Сордо      | 2                          | 48                          |
| Себастьен Лёб   | 1                          | 119                         |
| Теему Сунинен   | 1                          | 3                           |
| Крейг Брин      | 1                          | 3                           |
| Калле Рованпера | 1                          | 1                           |

### Спецучастки

#### Выигранные СУ
| Пилот                                      | СУКоличество выигранных СУ в сезоне | ЛУМаксимальное количество выигранных СУ за один этап | ЭТКоличество этапов хотя бы с одним выигранным СУ |
| ------------------------------------------ | ----------------------------------- | ---------------------------------------------------- | ------------------------------------------------- |
| Тьерри Невилль                             | 28                                  | 9                                                    | 6                                                 |
| Себастьен Ожье                             | 26                                  | 5                                                    | 6                                                 |
| Элфин Эванс                                | 14                                  | 5                                                    | 6                                                 |
| Отт Тянак                                  | 12                                  | 6                                                    | 4                                                 |
| Дани Сордо                                 | 11                                  | 5                                                    | 3                                                 |
| Калле Рованпера                            | 7                                   | 5                                                    | 3                                                 |
| Эсапекка Лаппи                             | 2                                   | 1                                                    | 2                                                 |
| Крейг Брин                                 | 2                                   | 2                                                    | 1                                                 |
| Себастьен Лёб                              | 1                                   | 1                                                    | 1                                                 |
| Теему Сунинен                              | 1                                   | 1                                                    | 1                                                 |
| Такамото Катсута                           | 1                                   | 1                                                    | 1                                                 |
| Умберто Скандолавыступал в категории WRC-3 | 1                                   | 1                                                    | 1                                                 |

#### Количество СУ в качестве лидера Ралли
| Пилот           | СУКоличество СУ в качестве лидера | ЭТКоличество этапов, на которых было лидерство |
| --------------- | --------------------------------- | ---------------------------------------------- |
| Себастьен Ожье  | 33                                | 5                                              |
| Элфин Эванс     | 21                                | 3                                              |
| Отт Тянак       | 16                                | 2                                              |
| Дани Сордо      | 16                                | 2                                              |
| Тьерри Невилль  | 11                                | 3                                              |
| Эсапекка Лаппи  | 4                                 | 2                                              |
| Теему Сунинен   | 3                                 | 1                                              |
| Себастьен Лёб   | 1                                 | 1                                              |
| Калле Рованпера | 1                                 | 1                                              |

#### Выигранные Power Stage
| Пилот            | ПОКоличество побед на Power Stage | ОЧКоличество очков, заработанных на Power Stage |
| ---------------- | --------------------------------- | ----------------------------------------------- |
| Тьерри Невилль   | 2                                 | 18                                              |
| Калле Рованпера  | 2                                 | 13                                              |
| Отт Тянак        | 1                                 | 18                                              |
| Такамото Катсута | 1                                 | 5                                               |
| Элфин Эванс      | 0                                 | 13                                              |
| Себастьен Ожье   | 0                                 | 12                                              |
| Эсапекка Лаппи   | 0                                 | 4                                               |
| Теему Сунинен    | 0                                 | 3                                               |
| Дани Сордо       | 0                                 | 2                                               |
| Себастьен Лёб    | 0                                 | 1                                               |
| Крейг Брин       | 0                                 | 1                                               |

### Достижения и статистика (команды)

#### Победы и подиумы в сезоне

##### Победы
| Команда                   | ПСПобеды в текущем сезоне |
| ------------------------- | ------------------------- |
| / Toyota Gazoo Racing WRT | 4                         |
| / Hyundai Motorsport      | 3                         |

##### Подиумы
| Команда                   | ПСПодиумы в текущем сезоне |
| ------------------------- | -------------------------- |
| / Hyundai Motorsport      | 11                         |
| / Toyota Gazoo Racing WRT | 9                          |
| M-Sport World Rally Team  | 1                          |

#### Спецучастки

##### Выигранные СУ
| Пилот                     | СУКоличество выигранных СУ в сезоне | ЛУМаксимальное количество выигранных СУ за один этап | ЭТКоличество этапов хотя бы с одним выигранным СУ |
| ------------------------- | ----------------------------------- | ---------------------------------------------------- | ------------------------------------------------- |
| / Hyundai Motorsport      | 54                                  | 9                                                    | 7                                                 |
| / Toyota Gazoo Racing WRT | 48                                  | 5                                                    | 7                                                 |
| M-Sport World Rally Team  | 3                                   | 2                                                    | 3                                                 |

##### Количество СУ в качестве лидера Ралли
| Команда                   | СУКоличество СУ в качестве лидера | ЭТКоличество этапов, на которых было лидерство |
| ------------------------- | --------------------------------- | ---------------------------------------------- |
| / Toyota Gazoo Racing WRT | 55                                | 6                                              |
| / Hyundai Motorsport      | 44                                | 6                                              |
| M-Sport World Rally Team  | 7                                 | 3                                              |

#### Выигранные Power Stage
| Команда                   | ПОКоличество побед на Power Stage | ОЧКоличество очков, заработанных на Power Stage |
| ------------------------- | --------------------------------- | ----------------------------------------------- |
| / Toyota Gazoo Racing WRT | 3                                 | 53                                              |
| / Hyundai Motorsport      | 3                                 | 40                                              |
| M-Sport World Rally Team  | 0                                 | 7                                               |